# Bejiarum
Bejiarum is een bestuurslaag in het regentschap Wonosobo van de provincie Midden-Java, Indonesië. Bejiarum telt 3184 inwoners (volkstelling 2010).